# Клиторидэктомия
Клиторидэктоми́я (лат. clitorides (мн.ч. от clitoris) + эктомия) — калечащая операция по удалению клитора (частично или полностью). Может являться одной из составляющих процедуры женского обрезания. В редких случаях проводится также и по медицинским показаниям (например, в случае онкологических заболеваний).

## Распространение
Клиторидэктомия исторически практикуется в некоторых странах Африки и Азии. Операции подверглись 100—140 млн женщин. Каждый год увечья получает до 2 млн девочек, утверждает Всемирная организация здравоохранения, добавляя, что эта практика ведёт к распространению инфекций, СПИДа, а также вызывает психологические, физиологические и сексуальные проблемы.
В конце XIX века — первой половине XX века клиторидэктомия практиковалась в США как один из методов «лечения» мастурбации у женщин.

### Клиторидэктомия и ислам
Известно, что женское обрезание не является обязательным в исламе, но эта операция практикуется в 28 африканских странах (в основном в ряде регионов Северной Африки, особенно в Египте и Судане, а также и в некоторых других арабских странах, в Индонезии и в Йемене, являясь пережитком доисламских обрядов и верований. Многие мусульманские теологи издали фетву, признающую клиторидэктомию грехом. Мусульманский теолог Юсуф Карадави сказал, что данная практика не является обязательной для исповедующих ислам.
Эту операцию часто связывают с мусульманскими обычаями, хотя в шариате, являющемся основным источником мусульманского права, нет прямых указаний о необходимости выполнения данной операции. И даже более того — прямо запрещается нанесение любых беспричинных увечий себе или другим людям. Любые изменения в теле человека считаются грехами и попадают под категорию харам (запретные).